# Огоя
Огоя е село в Западна България. То се намира в община Своге, Софийска област.

## География
Село Огоя се намира в планински район, в дела Мургаш от Западна Стара планина. Селото се намира на 45 км северно от София, на 900 м надморска височина. Постоянно живеещи в селото са около 80 жители. Отличава се с красива природа и чист въздух.
Огоя административно се обслужва от община Своге.

## Културни и природни забележителности
- В близост се намира Осеновлашкият манастир „Света Богородица“, известен като „Седемте престола“.
- В близост до селото се намират останките и на два средновековни манастира - „Свети Пантелеймон“ и „Света Троица“
- Храмът в селото е посветен на свети Архангел Михаил. Черквата е обновена през 2024 година[2].

## Редовни събития
- Съборът на селото е на 24 май.
- Всяка година на деня на свети Пантелеймон в местността „Свети Пантелей“ се прави курбан от жители на село Огоя и на село Буковец.

## Личности
- Петко Огойски (1929 – 2020) – писател и народен представител
- Кръсто Пешов – от състава на „Желязната Софийска дивизия“. Загинал през Балканската война в боевете срещу турците при „Демир Кабу“ („Желязната врата“)[3]
- Иван Атанасов Стоянов (от рода Шикльовци) – загинал през Междусъюзническата война в боевете срещу сърбите при „Дренова глава“